# 23 Librae c
23 Librae c (23 Lib c) é um Planeta extra-solar semelhante a Júpiter descoberto em 2009, orbitando a estrela 23 Librae. Tem uma das órbitas planetárias mais longas conhecidas em planetas detectados via Velocidade Radial. O actual período da órbitra deste planeta está estimado entre 4600 a 5400 dias, ou seja, 12.5 a 15 anos. A razão de a margem de erro do período orbital ser tão grande é porque este planeta ainda não completou uma órbita durante o tempo de observações contínuas. A partir da margem do período orbital, estima-se que a distância média do planeta será entre 5.3 e 6.3 AU, ou 790 e 940 Gm.